# دوروتا لاندوفسکا
دوروتا لاندوفسکا (لهستانی: Dorota Landowska؛ زادهٔ ۴ ژوئیه ۱۹۶۹) بازیگر اهل لهستان است.
از فیلم‌ها یا مجموعه‌های تلویزیونی که وی در آن‌ها نقش داشته‌است، می‌توان به ژنرال نیل، در خوشی و سختی، قانون حقیقی، پدر متیو، کارآگاهان جنایی، ع چون عشق و آنا کارنینا اشاره نمود.